# Horní Břečkov
Horní Břečkov település Csehországban, a Znojmói járásban. Horní Břečkov Vracovice, Bezkov, Onšov, Milíčovice, Lesná, Lukov és Vranov nad Dyjí településekkel határos. Lakosainak száma 261 fő (2024. január 1.).

## Népesség
A település lakosságának változását az alábbi diagram mutatja:
| Lakosok száma | 594  | 619  | 562  | 394  | 309  | 278  | 258  | 252  | 262  | 261  |
|               | 1869 | 1890 | 1921 | 1950 | 1980 | 2001 | 2017 | 2019 | 2022 | 2024 |